# Albin Vidović
Albin Vidović (Zagreb, 11. veljače 1943. – Bjelovar, 8. ožujka 2018.), hrvatski rukometaš.

## Karijera
Rukometnu karijeru započeo je u rukometnom klubu "Željezničar" iz Bjelovara, 1956. godine, s kojim je nastupio u završnici europskog kupa 1962. u Parizu. Iako je "Željezničar" izgubio od njemačkog kluba Frisch Auf Göppingena, Vidović je bio najbolji igrač utakmice i najbolji strijelac turnira.
U redovima bjelovarskog "Partizana" nastupao je od 1960. godine. Za klub je igrao dugi niz godina i kao jedan od glavnih igrača, osvojio naslove prvaka države 1967., 1968., 1970., 1971. i 1972. godine te Kup europskih prvaka 1972. godine.  Igrao je i u završnici europskog kupa godinu kasnije, kada je bjelovarski klub izgubio od moskovskog MAI-ja, koji je tada činila sovjetska rukometna reprezentacija.
Nastupio je za reprezentaciju bivše Jugoslavije 44 puta i postigao 48 pogodaka, a dva puta je nastupio i za mladu reprezentaciju. 

Osvojio je s reprezentacijom zlatne medalje na Svjetskom prvenstvu 1964. godine, u Čehoslovačkoj, na Mediteranskim igrama 1967. godine u Tunisu te na Olimpijskim igrama 1972. godine u Münchenu. 
Hrvatski klub olimpijaca izabrao ga je za dopredsjednika na svojoj osnivačkoj skupštini 1993. godine.
Njegov sin Zenon Vidović je također rukometaš i nastupao je za rukometni klub Bjelovar. Trenutno djeluje kao trener u Bjelovaru, a Zenonov sin Amon također se bavi rukometom na poziciji desnog krila.